# Mon amie Pierrette
Mon amie Pierrette est un film réalisé par le cinéaste québécois Jean Pierre Lefebvre en 1967-1968 et présenté pour la première fois en 1969. Lefebvre en a également écrit le scénario. Mon amie Pierrette a été produit par Clément Perron et les images prises par Jacques Leduc. Il fut filmé en couleur, et comme s'il s'agissait d'un film amateur tourné par un père de famille. Les rives du lac Stukely en Estrie ont possiblement été utilisés comme décor pour quelques scènes .

## Synopsis
Un jeune couple vit son amour naissant au chalet familial lorsqu'intervient un étranger.

## Thèmes abordés
Le film, d'une durée de 68 minutes, a pour thème le conflit de génération, le pouvoir féminin ainsi que l'indécision québécoise quant au devenir politique de la province,.

## Fiche technique
- Réalisation : Jean-Pierre Lefebvre
- Image : Jacques Leduc
- Montage : Marguerite Duparc
- Assistant monteur : Madeleine Letellier
- Son : Serge Beauchemin
- Électricien : Maurice De Ernsted
- Assistant à la caméra : Claude Larue
- Régisseur : André Paquet
- Montage sonore : Jean-Pierre Joutel
- Mixage : Jean-Pierre Joutel, Joseph Champagne
- Producteur : Clément Perron
- Société de production : Office national du film du Canada
- Distribution : Faroun films (Canada) Limitée
- Durée : 68 minutes
- Format : Couleur - Tourné en 16 mm, version 35 mm

## Distribution
- Raôul Duguay : Raoul
- Francine Mathieu : Pierrette
- Annie Fortier : la mère de Pierrette
- Gérard Fortier : le père de Pierrette
- Yves Marchand : Yves
- Francine Thibault

## Distinctions
Le film a été présenté à la Quinzaine des réalisateurs, en sélection parallèle du festival de Cannes 1970.